# Jules Feiffer
Jules Feiffer (Nova Iorque, 26 de janeiro de 1929 – Richfield, 17 de janeiro de 2025) foi um autor norte-americano de bandas desenhadas, escritor e cenógrafo de cinema e teatro.
Em 1986, ganhou o Prémio Pulitzer de Cartooning Editorial com The Village Voice.